# Ernst Bindel
Ernst Bindel (* 6. August 1890 in Magdeburg; † 16. November 1974 in Stuttgart) war ein deutscher Mathematiker und Anthroposoph. Er studierte Mathematik und Physik und wurde von Rudolf Steiner als Lehrer an die erste Waldorfschule in Stuttgart berufen.

## Werke
- Das Rechnen im Lichte der Anthroposophie. Waldorfschulverlag, Stuttgart 1927
  - veränderte Neuauflage als: Das Rechnen. Mellinger, Stuttgart 1966, ISBN 3-88069-013-8
- Die Grundlagen der Mathematik im Lichte der Anthroposophie. Waldorfschulverlag, Stuttgart 1928
  - veränderte Neuauflage als: Die Arithmetik. Mellinger, Stuttgart 1967, ISBN 3-88069-014-6
- Die ägyptischen Pyramiden als Zeugen vergangener Mysterienweisheit. Waldorfschulverlag, Stuttgart 1932
- Logarithmen für jedermann. Elementare Einführung mit Hinweisen auf höhere Gesetzmäßigkeiten. Kohlhammer, Stuttgart 1938
- Die Zahlengrundlagen der Musik im Wandel der Zeiten. 3 Bände, Stuttgart 1950/51/53
  - Neuausgabe in einem Band: Freies Geistesleben, Stuttgart 1985
- Die geistigen Grundlagen der Zahlen. Freies Geistesleben, Stuttgart 1958
  - letzte veränderte Neuauflage: Freies Geistesleben (Praxis Anthroposophie 51), Stuttgart 2003, ISBN 3-7725-1251-8
- Pythagoras. Leben und Lehre in Wirklichkeit und Legende. Freies Geistesleben, Stuttgart 1962
- Die Kegelschnitte. Ihre zeichnerische Gewinnung und ihre Beziehung zum Menschen. Freies Geistesleben, Stuttgart 1963
- Harmonien im Reiche der Geometrie. In Anlehnung an Keplers Weltharmonik. Freies Geistesleben, Stuttgart 1964
- Johannes Kepler. Beiträge zu seinem Lebensbild. Freies Geistesleben, Stuttgart 1971